# Skalikurek andyjski
Skalikurek andyjski (Rupicola peruvianus) – gatunek średniej wielkości ptaka z rodziny bławatnikowatych (Cotingidae).
MorfologiaDługość ciała 30,5–32 cm. Sylwetka bardzo podobna do skalikurka gujańskiego. Samiec – upierzenie szkarłatne lub pomarańczowoczerwone (zależy od podgatunku). Ogon oraz skrzydła czarne z szerokimi białymi lotkami III rzędu. Samica – ciemna, czerwonawobrązowa, z białymi oczami i małym czubkiem.
Zasięg, środowiskoWystępuje od pogórza do średnich partii Andów, od zachodniej Wenezueli do zachodniej Boliwii. Zamieszkuje zalesione wąwozy, często w pobliżu rzek. Spotykany w przedziale wysokości 500–2400 m.
PodgatunkiWyróżnia się cztery podgatunki R. peruvianus:
- R. peruvianus sanguinolentus – zachodnia Kolumbia i zachodni Ekwador
- R. peruvianus aequatorialis – wschodnia Kolumbia, zachodnia Wenezuela, wschodni Ekwador i północno-wschodnie Peru
- R. peruvianus peruvianus – środkowe Peru
- R. peruvianus saturatus – południowo-wschodnie Peru i zachodnia Boliwia

ZachowanieToki skalikurka andyjskiego różnią się od toków skalikurka gujańskiego tym, że odbywają się na drzewach, a nie na ziemi. Poza tokowiskami obserwowane zazwyczaj samotnie. Żerują na owocujących drzewach.
StatusMiędzynarodowa Unia Ochrony Przyrody (IUCN) uznaje skalikurka andyjskiego za gatunek najmniejszej troski (LC – least concern) nieprzerwanie od 1988 roku. Liczebność populacji nie została oszacowana, ale ptak ten opisywany jest jako rzadki i rozmieszczony plamowo. Trend liczebności populacji uznawany jest za spadkowy ze względu na utratę siedlisk.